# Yukarıçağlan, Odunpazarı
Yukarıçağlan là một xã thuộc huyện Odunpazarı, tỉnh Eskişehir, Thổ Nhĩ Kỳ. Dân số thời điểm năm 2011 là 134 người.